# George Smith (assiriologo)
George Smith (Londra, 26 marzo 1840 – Aleppo, 19 agosto 1876) è stato un assiriologo britannico.
Scoprì e tradusse per primo l'Epopea di Gilgamesh, l'opera letteraria scritta più antica finora nota

## Primi anni e avvio della carriera
Figlio di una famiglia della classe operaia dell'Inghilterra vittoriana, Smith ebbe difficoltà ad acquisire un'educazione formale.
Quattordicenne, era in apprendistato presso la casa editrice di Bradbury & Evans per apprendere l'incisione delle banconote, cosa in cui divenne eccellente.
Sin dalla sua giovinezza, era affascinato dalla cultura e dalla storia assira.
Nel suo tempo libero, leggeva tutto ciò che fosse a lui disponibile sull'argomento.
Il suo interesse era così forte che, mentre lavorava presso la società editrice, trascorreva le sue pause per il pranzo al British Museum, studiando le pubblicazioni sulle tavolette cuneiformi, che erano state scoperte vicino a Mosul da Austen Henry Layard, Henry Rawlinson e il loro assistente irakeno Hormuzd Rassam nel corso delle spedizioni archeologiche degli anni 1840-1855.
Nel 1863 sposò Mary Clifton (1835-1883), da cui ebbe sei figli.

## Attività presso ilBritish Museum
Il talento naturale di Smith per gli studi sul cuneiforme fu inizialmente notato da Samuel Birch, egittologo e Direttore del Dipartimento di Antichità, che sottopose il giovane Smith all'attenzione del celebre assiriologo Sir Henry Rawlinson.
Sin dal 1861, lavorò nottetempo alla catalogazione e alla ripulitura della massa di frammenti friabili di cilindretti e tavolette di argilla ammassati nei depositi del Museo.
Nel 1866 Smith fece la sua prima scoperta importante: la data di pagamento del tributo da parte di Jehu, Re di Israele, a Salmanassar III.
Sir Henry suggerì ai Fiduciari del Museo che Smith dovesse unirsi a lui nella preparazione del terzo e del quarto volume dell'opera The Cuneiform Inscriptions of Western Asia.
A seguito della morte di William H. Coxe, avvenuta nel 1869, e grazie alle lettere di referenza da parte di Rawlinson, Layard, William Henry Fox Talbot e Edwin Norris, Smith fu nominato Assistente Senior del Dipartimento di Assiriologia al principio del 1870.

## Scoperta di iscrizioni
I primi successi di Smith furono, al principio del 1867, le scoperte di due iscrizioni uniche.
La prima, una descrizione di un'eclisse solare totale avvenuta nel mese di Sivan (tavoletta K51), fu da lui posta in relazione alla spettacolare eclisse avvenuta il 15 giugno 763 a.C., la cui descrizione era stata pubblicata ottanta anni prima da François Clement (1714-1793) nell'opera "L'art de vérifier les dates des faits historiques".
Questa scoperta è uno dei pilastri della cronologia del Vicino Oriente Antico.
La seconda scoperta fu la data di un'invasione di Babilonia compiuta dagli Elamiti nel 2280 a.C..
Nel 1871, Smith pubblicò il testo Annals of Assur-bani-pal, completo di traslitterazione e traduzione, e trasmise alla neocostituita Society of Biblical Archaeology un articolo su "The Early History of Babylonia", oltre a un suo resoconto sulla sua decifrazione delle iscrizioni cipriote.

## L'Epopea di Gilgameshe la spedizione a Ninive
Nel 1872, Smith acquisì fama mondiale grazie alla sua traduzione del resoconto caldeo del Diluvio Universale, che egli lesse alla Society of Biblical Archaeology il 3 dicembre; tra gli intervenuti vi era il Primo Ministro William Ewart Gladstone, l'unico esempio di un Premier britannico in carica che sia mai stato presente a una relazione sulla letteratura babilonese.
Questo lavoro è oggi meglio noto come il capitolo finale dell'Epopea di Gilgamesh, l'opera letteraria più antica del mondo ad oggi nota, della quale Smith è ora noto e giustamente celebre come scopritore.
Nel successivo mese di gennaio, Edwin Arnold, l'editore del The Daily Telegraph, organizzò per Smith una missione a Ninive a spese del quotidiano, al fine di effettuare scavi con l'obiettivo di rinvenire i frammenti mancanti del racconto del Diluvio.
Questo viaggio non solo portò alla scoperta di alcune tavolette mancanti, ma anche di frammenti che registravano la successione e la durata delle dinastie babilonesi.
Nel novembre 1873, Smith ripartì nuovamente dall'Inghilterra alla volta di Ninive per una seconda spedizione, questa volta a spese del Museo, e continuò i suoi scavi sul tell Kouyunjik (uno dei due colli su cui sorgeva Ninive).
Riportò un resoconto di questo lavoro in Assyrian Discoveries, pubblicato al principio del 1875.
Il resto dell'anno fu impegnato nel restauro e nella traduzione dei frammenti relativi al mito della creazione, i cui risultati furono pubblicati in The Chaldaean Account of Genesis (1880, scritto in collaborazione con Archibald Sayce).

## Ultima spedizione e morte
Nel marzo 1876, i Fiduciari del British Museum inviarono nuovamente Smith a scavare i resti della Biblioteca di Assurbanipal.
A Ikisji, un piccolo villaggio situato circa 100 km a nordest di Aleppo, Smith si ammalò di dissenteria.
Morì ad Aleppo il 19 agosto, lasciando la moglie e sei figli, ai quali la Regina Vittoria assegnò un piccolo vitalizio di 150 sterline all'anno.

## Opere principali
Smith scrisse 8 opere principali, che includono studi linguistici, opere storiche e traduzioni dei più importanti testi letterari mesopotamici. Essi sono:
- George Smith (1871). Annals of Assur-bani-pal.
- George Smith (1875). Assyrian Discoveries: An Account of Explorations and Discoveries on the Site of Nineveh, During 1873 to 1874
- George Smith (1876). The Chaldean Account of Genesis
- George Smith (1878). History of Sennacherib. A cura di Archibald Henry Sayce.
- George Smith (18--). The History of Babylonia. A cura di Archibald Henry Sayce.

Edizioni disponibili online
- Assyrian Discoveries. New York: Scribner, Armstrong & Co., 1876. Disponibile su Google Books.
- The Chaldean Account of Genesis. New York: Scribner, Armstrong & Co., 1876. Disponibile su WisdomLib.
- History of Sennacherib. London: Williams and Norgate, 1878. Disponibile su Internet Archive.
- The History of Babalonia. London : Society for Promoting Christian Knowledge ; New York : E. & J. B. Young. Disponibile su Internet Archive.